# Flugplatz Saint-Dié - Remomeix

i7
i11
i13
Der Flugplatz Saint-Dié - Remomeix oder Aérodrome René-Fonck (IATA-Code: XCK, ICAO-Code: LFGY) ist ein ziviler  französischer Flugplatz am östlichen Rand der Gemeinde Remomeix, vier Kilometer südöstlich der Stadt Saint-Dié-des-Vosges im Département Vosges.

## Nutzung
Der Flugplatz wird vom Aéroclub de Saint-Dié betrieben und kann auch von vereinsfremden Fliegern genutzt werden.

## Geschichte
Der Aeroclub, der das Gelände betreibt, wurde in den 1960er Jahren gegründet. Allmählich erwarben 20 Piloten die benötigten 25 Hektar Land. Die 1962 in Betrieb genommene Start- und Landebahn maß zunächst 600 mal 60 Meter, 1975 wurde sie auf ihre heutige Länge von 870 Metern verlängert und um 1990 auf 18 Metern Breite mit Bitumen bedeckt.
Aus Anlass des 50. Jahrestags des Aeroclubs von Saint-Dié-des-Vosges wurde der Flugplatz am 21. Juni 2009 auf den Namen René Fonck getauft, nach einem berühmten französischen Piloten des Ersten Weltkriegs. Am Eingang des Flugplatzes steht eine Marmorstele mit seinem Abbild.
Ein Flugzeug des Typs SPAD S.XIII, eine Nachbildung des von René Fonck pilotierten Flugzeugs, wurde von 80 Auszubildenden in Metallberufen an einer örtlichen Schule gebaut und ziert jetzt den Eingang zum Flugplatz.

## Ausstattung
Der Flugplatz verfügt über eine asphaltierte Start- und Landebahn in Ost-West-Richtung (07/25), 870 Meter lang und 18 Meter breit. Der Flugplatz ist nicht kontrolliert, hat aber eine Anflugbefeuerung. Die Kommunikation erfolgt durch Selbstinformation auf der Frequenz von 123,500 MHz.
Zusätzlich verfügt der Flugplatz über einen Parkplatz, einen Hangar und eine Tankstelle (100LL).